# 廣漢文廟
廣漢文廟位於四川省廣漢市雒城鎮，文物遺址年代判定為清。1991年4月16日公佈為四川省第三批文物保護單位。

## 图册
- 棂星门
- 戟门
- 大成殿